# Highland Park (Michigan)
Highland Park is een plaats (city) in de Amerikaanse staat Michigan en valt bestuurlijk gezien onder Wayne County.

## Demografie
Bij de volkstelling in 2000 werd het aantal inwoners vastgesteld op 16.746.
In 2006 is het aantal inwoners door het United States Census Bureau geschat op 15.300, een daling van 1446 (-8,6%).

## Geografie
Volgens het United States Census Bureau beslaat de plaats een oppervlakte van 7,7 km², geheel bestaande uit land.

## Geboren in Highland Park
- Bill Haley (1925-1981), Amerikaans zanger
- Butch Hartman (1965), Amerikaans stemacteur en producer

## Plaatsen in de nabije omgeving
De onderstaande figuur toont nabijgelegen plaatsen in een straal van 8 km rond Highland Park.